# Iwan Rumiancew (1886–1937)
Iwan Pietrowicz Rumiancew (ros. Иван Петрович Румянцев, ur. 22 grudnia 1885?/3 stycznia 1886 w Rybińsku, zm. 30 października 1937 w Moskwie) – radziecki polityk i działacz partyjny, członek KC RKP(b)/WKP(b) (1924-1937).

## Życiorys
Od 1905 członek SDPRR, bolszewik, 1908 aresztowany i zwolniony. 1910-1913 służył w armii rosyjskiej, 1917-1918 był przewodniczącym komitetu fabrycznego w fabryce Ericssona w Piotrogrodzie, od 1918 do lutego 1919 żołnierz Armii Czerwonej, uczestnik wojny domowej w Rosji, od lutego do maja 1919 sekretarz powiatowego komitetu RKP(b) w Rybińsku. Od maja do września 1919 kierownik powiatowego oddziału zarządzania w Rybińsku, 1919-1920 towarzysz przewodniczącego jarosławskiego gubernialnego komitetu RKP(b), od 1920 do stycznia 1921 przewodniczący Komitetu Wykonawczego Jarosławskiej Rady Gubernialnej, od kwietnia do czerwca 1921 zastępca przewodniczącego terskiego gubernialnego komitetu rewolucyjnego. Od kwietnia do 8 lipca 1921 sekretarz odpowiedzialny terskiego gubernialnego biura organizacyjnego RKP(b), od 1922 do listopada 1923 sekretarz odpowiedzialny rejonowego komitetu RKP(b) w Permie, od 25 kwietnia 1923 do 23 maja 1924 zastępca członka KC RKP(b), od grudnia 1923 do listopada 1924 kierownik Wydziału Agitacyjno-Propagandowego Permskiego Komitetu Okręgowego RKP(b), od listopada 1924 do listopada 1925 sekretarz odpowiedzialny tego komitetu. Od 31 maja 1924 do 25 czerwca 1937 członek KC RKP(b)/WKP(b), od grudnia 1925 do 1927 sekretarz odpowiedzialny Komitetu Okręgowego WKP(b) w Swierdłowsku i II sekretarz Uralskiego Komitetu Obwodowego WKP(b), 1927-1929 sekretarz odpowiedzialny włodzimierskiego gubernialnego komitetu WKP(b), od stycznia do 20 lipca 1929 przewodniczący Biura Organizacyjnego KC WKP(b) na obwód zachodni (obecnie obwód smoleński), od 23 lipca 1929 do 20 czerwca 1937 sekretarz odpowiedzialny/I sekretarz Zachodniego Komitetu Obwodowego WKP(b). 20 grudnia 1935 odznaczony Orderem Lenina.
W okresie wielkiej czystki 17 czerwca 1937 aresztowany przez NKWD, 29 października 1937 skazany na śmierć przez Kolegium Wojskowe Sądu Najwyższego ZSRR z zarzutu o "udział w antysowieckiej organizacji terrorystycznej". Rozstrzelany następnego dnia. Ciało skremowano w krematorium na Cmentarzu Dońskim, prochy pochowano anonimowo.
Zrehabilitowany 17 marca 1956 postanowieniem Kolegium Wojskowego Sądu Najwyższego ZSRR.